# Anelija Nunewa
Anelija Nunewa (verh. Wetschernikowa, bulgarisch Анелия Нунева; * 30. Juni 1962 in Russe) ist eine ehemalige bulgarische Leichtathletin, die in den 1980er und den frühen 1990er Jahren als Sprinterin erfolgreich war.
Obwohl die 1,67 m große und 57 kg schwere Nunewa zahlreiche Medaillen bei Großereignissen gewann, gelang es ihr nie, einen Titel bei bedeutenden internationalen Meisterschaften zu erringen. Häufig belegte sie zweite Plätze.
Bei den Europameisterschaften 1982 in Athen wurde Nunewa Vierte im 100-Meter-Lauf und Sechste im 200-Meter-Lauf. Ebenfalls den sechsten Rang belegte sie bei den Weltmeisterschaften 1983 in Helsinki. Bei den Halleneuropameisterschaften 1984 in Göteborg gewann sie im 60-Meter-Lauf genauso die Silbermedaille wie zwei Jahre später über 100 Meter und in der 4-mal-100-Meter-Staffel bei den Europameisterschaften in Stuttgart. Auch bei der Universiade 1985 in Kōbe wurde sie im 100-Meter-Lauf Zweite.
1987 folgten für Nunewa zwei weitere zweite Plätze im 60-Meter-Lauf bei den Halleneuropameisterschaften in Liévin und bei den Hallenweltmeisterschaften in Indianapolis. Im selben Jahr wurde sie bei den Weltmeisterschaften in Rom Sechste über 100 Meter. Durch die nachträgliche Disqualifikation der Kanadierin Angella Issajenko wegen Dopings rückte sie in der Wertung auf den fünften Platz vor.
Nachdem Nunewa drei Wochen zuvor den bulgarischen Rekord im 100-Meter-Lauf auf 10,85 s verbessert hatte, galt sie bei den Olympischen Spielen 1988 in Seoul hinter der US-amerikanischen Weltrekordhalterin und hohen Favoritin Florence Griffith-Joyner als aussichtsreiche Medaillenkandidatin. Allerdings zog sie sich während des Finales eine Oberschenkelverletzung zu und beendete das Rennen auf dem achten und letzten Platz.
Bei den Halleneuropameisterschaften 1992 in Genua gewann Nunewa ihre Dritte Silbermedaille im 60-Meter-Lauf. Im selben Jahr wurde sie bei den Olympischen Spielen in Barcelona Sechste über 100 Meter, während sie im 200-Meter-Lauf den Finaleinzug verpasste. Ihren letzten bedeutenden internationalen Erfolg hatte sie bei den Europameisterschaften 1994 in Helsinki, wo sie in der 4-mal-100-Meter-Staffel die Bronzemedaille holte. Im 100-Meter-Lauf belegte sie den vierten Rang.
Nach ihrer aktiven Laufbahn zog Nunewa mit ihrem Ehemann Iwan Wetschernikow in die Vereinigten Staaten. Das Paar hat einen Sohn.

## Bestleistungen
- 100 m: 10,85 s (bulgarischer Rekord), 2. September 1988, Sofia
- 200 m: 22,01 s (bulgarischer Rekord), 16. August 1987, Sofia
- 60 m (Halle): 7,03 s (bulgarischer Rekord), 22. Februar 1987, Liévin